# Scenopinus bermudaensis
Scenopinus bermudaensis är en tvåvingeart som beskrevs av Kelsey 1971. Scenopinus bermudaensis ingår i släktet Scenopinus och familjen fönsterflugor.
Artens utbredningsområde är Bermuda. Inga underarter finns listade i Catalogue of Life.